# Гривест мангабей
Гривестият мангабей (Lophocebus albigena) е вид бозайник от семейство Коткоподобни маймуни (Cercopithecidae).

## Разпространение и местообитание
Разпространен е в Бурунди, Габон, Екваториална Гвинея, Камерун, Конго, Руанда, Танзания, Уганда и Централноафриканската република.